# Beniflà
Beniflà (IPA: [beni'fla]) és un municipi del País Valencià a la comarca de la Safor.
El poble, de reduïdes dimensions i forma allargada, forma conurbació amb Beniarjó.

## Història
Antiga alqueria d'origen musulmà, el territori del qual pertanyia al Senyoriu de Rebollet. Després de la conquesta va mantindre la seua població musulmana fins a l'expulsió dels moriscos el 1609, data en què tenia més de 100 habitants. Va pertànyer a la família dels Carròs i al ducat de Gandia. Fins finals del segle xvii va estar pràcticament deshabitada, iniciant llavors una recuperació demogràfica que la va dur a assolir els 360 habitants el 1794. Quan, a principis, del segle xix es va abandonar el conreu de la morera, i en conseqüència de la recessió econòmica que va suposar, la població va sofrir un descens progressiu.

## Demografia
| 1990 | 1992 | 1994 | 1996 | 1998 | 2000 | 2002 | 2004 | 2005 | 2007 | 2011 | 2019 |
| ---- | ---- | ---- | ---- | ---- | ---- | ---- | ---- | ---- | ---- | ---- | ---- |
| 172  | 155  | 148  | 153  | 157  | 164  | 204  | 238  | 265  | 375  | 445  | 457  |

El cens de 2011, té 445 habitants, de gentilici, beniflaters. El 60,20% dels habitants sap parlar valencià, segons cens de 2001. L'economia es basa en el sector servicis i l'agricultura en què destaca exclusivament en el conreu dels cítrics.

## Política i govern

### Composició de la Corporació Municipal
El Ple de l'Ajuntament està format per 7 regidors. En les eleccions municipals de 26 de maig de 2019 foren elegits 3 regidors del Partit Socialista del País Valencià (PSPV-PSOE), 2 del Partit Popular (PP) i 2 de Ciutadans - Partit de la Ciutadania (Cs).
| Eleccions municipals de 26 de maig de 2019 - Beniflà                                                                    |                                          |                                     |                                     |      |          |          |
| Candidatura | Candidatura                              | Candidatura                         | Cap de llista                       | Vots | Vots     | Regidors |
| | Partit Socialista del País Valencià-PSOE |                                     | David Ribas Gasent                  | 122  | 45,35%   | 3 (-1)   |
| | Partit Popular                           |                                     | Borja Gironés Pérez                 | 73   | 27,14%   | 2 (-1)   |
| | Ciutadans - Partit de la Ciutadania      |                                     | Trinidad Ramiro Blay                | 70   | 26,02%   | 2 (+2)   |
| | Vots en blanc                            |                                     |                                     | 4    | 1,49%    |          |
| Total vots vàlids i regidors                                                                                            | Total vots vàlids i regidors             | Total vots vàlids i regidors        | Total vots vàlids i regidors        | 269  | 100 %    | 7        |
| | Vots nuls                                | Vots nuls                           | Vots nuls                           | 7    | 2,54%    |          |
| Participació (vots vàlids més nuls)                                                                                     | Participació (vots vàlids més nuls)      | Participació (vots vàlids més nuls) | Participació (vots vàlids més nuls) | 276  | 80,00%** |          |
| Abstenció | Abstenció                                | Abstenció                           | Abstenció                           | 69*  | 20,00%** |          |
| Total cens electoral | Total cens electoral                     | Total cens electoral                | Total cens electoral                | 345* | 100 %**  |          |
| Alcalde: Borja Gironés Pérez (PP) (15/06/2019) Per majoria absoluta dels vots dels regidors (4 vots: 2 de PP i 2 de Cs) |                                          |                                     |                                     |      |          |          |
| Fonts: JEC, JEZ Gandia, Periòdic Ara. (* No són vots sinó electors. ** Percentatge respecte del cens electoral.)        |                                          |                                     |                                     |      |          |          |

### Alcaldes
Des de 2019 l'alcalde de Beniflà és Borja Gironés Pérez del PP.
| Període                       | Alcalde o alcaldessa                                              | Partit polític   | Data de possessió                | Observacions                                        |
| ----------------------------- | ----------------------------------------------------------------- | ---------------- | -------------------------------- | --------------------------------------------------- |
| 1979–1983                     | Miguel Faus Sodevilla                                             | AIB              | 19/04/1979                       | --                                                  |
| 1983–1987                     | Miguel Faus Sodevilla                                             | PSPV-PSOE        | 28/05/1983                       | --                                                  |
| 1987–1991                     | Miguel Faus Sodevilla                                             | PSPV-PSOE        | 30/06/1987                       | --                                                  |
| 1991–1995                     | Miguel Faus Sodevilla                                             | PSPV-PSOE        | 15/06/1991                       | --                                                  |
| 1995–1999                     | Miguel Faus Sodevilla                                             | PSPV-PSOE        | 17/06/1995                       | --                                                  |
| 1999–2003                     | Miguel Faus Sodevilla                                             | PSPV-PSOE        | 03/07/1999                       | --                                                  |
| 2003–2007                     | Miguel Faus Sodevilla                                             | PSPV-PSOE        | 14/06/2003                       | --                                                  |
| 2007–2011                     | Salvador Castellá Navarro Germán Artes Serrano Davis Ribas Gasent | CVa PP PSPV-PSOE | 16/06/2007 25/06/2009 10/11/2009 | Pacte de Govern PP+CVa Moció de censura CVa+PSPV -- |
| 2011–2015                     | Davis Ribas Gasent                                                | PSPV-PSOE        | 11/06/2011                       | --                                                  |
| 2015–2019                     | Davis Ribas Gasent                                                | PSPV-PSOE        | 13/06/2015                       | --                                                  |
| 2019-2023                     | Borja Gironés Pérez                                               | PP               | 15/06/2019                       | --                                                  |
| Des de 2023                   | n/d                                                               | n/d              | 17/06/2023                       | --                                                  |
| Fonts: Generalitat Valenciana |                                                                   |                  |                                  |                                                     |

## Edificis d'interés
L'església de sant Jaume apòstol, aixecada sobre una mesquita en el segle xvi ha estat restaurada en 1983 quan es descobrí l'antic mihrab.